# Prithvi Raj Chauhan
Prithvi Raj Chauhan var en rajputhärskare av Chauandynastin i norra Indien, död 1192. 
Han var den siste hinduiske härskare som initialt lyckades hålla stånd mot de inträngande muslimska krigsherrarna. Men slutligen, vid slaget i Taraori år 1192 mot Muhammed av Ghur, förlorade även Prithvi Raj. Det skedde då Muhammed av Ghur attackerade Pritvi Raj nattetid då han visste att Prithvi inte brukade slåss efter solnedgången.
Under det första slaget hade Prithvi Raj varit nära att döda Muhammed av Ghur men gjorde inte detta på grund av att det hade blivit mörkt. Muhammed av Ghur visste att då han förlorat en stor del av sin armé inte kunde vinna under dagtid och därför attackerade han Prithvi Rai Chauhan innan soluppgången. Prithvi Rai tillfångatogs och Muhammed av Ghur tog honom till Ghur (nuvarande Afghanistan). Muhammed av Ghur beordrade Prithvi Rai att han skulle sänka sin blick men då Prithvi Rai inte gjorde som han hade blivit tillsagd gjorde de honom blind.
När Prithvis bästa vän Chand Bardi sa åt Muhammed av Ghur att Prithvi kunde skjuta en pil och träffa sitt mål utan att se blev Muhammed av Ghur intresserad och ville se detta. När Muhammed av Ghur gav order åt Prithvi Rai att skjuta då vände han sig och sköt Muhammed av Ghur i stupen. Han dog genast och därefter begick både Chand och Prithvi Rai självmord (genom att knivhugga varandra) för att de inte ville bli dödade av Muhammed av Ghurs soldater.